# Ōmachi, Saga

Ōmachi (大町町 Ōmachi-chō?) este un oraș din Japonia, prefectura Saga.